# 2007 DA61
2007 DA61, também escrito como 2007 DA61, é um corpo menor que é classificado como um damocloide. O mesmo possui uma magnitude absoluta de 21,3 e tem um diâmetro com cerca de 4 km.

## Descoberta
2007 DA61 foi descoberto no dia 25 de fevereiro de 2007 pelo Mt. Lemmon Survey.

## Órbita
A órbita de 2007 DA61 tem uma excentricidade de 0,995 e possui um semieixo maior de 518,395 UA. O seu periélio leva o mesmo a uma distância de 2,656 UA em relação ao Sol e seu afélio a 1034,135 UA.